# Espúrio Vergínio Tricosto Celimontano
Espúrio Vergínio Tricosto Celimontano (em latim: Spurius Verginius Tricostus Caelimontanus) foi um político da gente Vergínia nos primeiros anos da República Romana eleito cônsul em 456 a.C. com Marco Valério Máximo Latuca. Era filho de Aulo Vergínio Tricosto Celimontano, cônsul em 494 a.C.

## Consulado
Espúrio Vergínio foi eleito em 456 a.C. com Marco Valério Máximo Latuca. Durante seu mandato, não foram registrados conflitos com os belicosos vizinhos de Roma, os équos e volscos.
Na política interna, continuaram os conflitos entre patrícios e plebeus, desta vez sobre a questão do uso das terras públicas no Aventino. O tribuno da plebe Lúcio Icílio conseguiu aprovar uma lei, chamada Lex Icilia, que garantia aos plebeus o direito de construir habitações privadas no Aventino por causa do aumento da população de Roma.